# Zweden op het Eurovisiesongfestival 1971
Melodifestivalen 1971 was de elfde editie van de liedjeswedstrijd die de Zweedse deelnemer voor het Eurovisiesongfestival oplevert. Er werden 1164 liedjes ingezonden. Er waren vijf halve finales waarbij Family Four, Tommy Körberg en Sylvia Vrethammar elk een liedje zongen. Family Four won alle vijf de halve finales en stond zo met vijf liedjes in de finale. De winnaar werd bepaald door postkaarten in de halve finale en door de regionale jury in de finale.

## Uitslag
| Plaats | Artiest     | Lied               | Songwriters                           | Ptn |
| ------ | ----------- | ------------------ | ------------------------------------- | --- |
| 1ste   | Family Four | Vita vidder        | Håkan Elmquist                        | 22  |
| 2de    | Family Four | Tjänare kärlek     | Peter Himmelstrand                    | 17  |
| 3de    | Family Four | Heja mamma         | Peter Himmelstrand                    | 11  |
| 4de    | Family Four | Min sång           | Bengt-Arne Wallin, Anja Notini-Wallin | 10  |
| 5de    | Family Four | En sång om världen | Anders Bergsjö, Göran Dalström        | 9   |

## Halve finales

### 1ste halve finale
- Family Four - Heja mamma
- Sylvia Vrethammar - Visst lever kärleken
- Tommy Körberg - Resan hem

### 2de halve finale
- Family Four - Tjänare kärlek
- Sylvia Vrethammar - Tänk dig en sån dag
- Tommy Körberg - En kärlek som ej fanns

### 3de halve finale
- Family Four - Min sång
- Sylvia Vrethammar - Leka kurragömma
- Tommy Körberg - Låt oss fly till en ny morgondag

### 4de halve finale
- Family Four - En sång om världen
- Sylvia Vrethammar - Jag blir lycklig var gång jag ser dig
- Tommy Körberg - Blommor och grönt

### 5de halve finale
- Family Four - Vita vidder
- Sylvia Vrethammar - Här är jag
- Tommy Körberg - Var är du nu